# Vadčice
Vadčice (německy Watschitz) je malá vesnice, část obce Dehtáře v okrese Pelhřimov. Nachází se asi 1,5 km na sever od Dehtářů. V roce 2009 zde bylo evidováno 15 adres. V roce 2001 zde trvale žilo 18 obyvatel.
Vadčice je také název katastrálního území o rozloze 1,98 km2.

## Rodáci
- Jan Vaňha (1859-1911), středoškolský pedagog, agronom, zemědělský odborník, odborný spisovatel a publicista.